# Greenville Lions
El Greenville Lions fue un equipo de fútbol de los Estados Unidos que jugó en la USL Second Division, la desaparecida tercera división de fútbol del país.

## Historia
Fue fundado en el año 2001 en la ciudad de Greenville, Carolina del Sur como uno de los equipos de expansión de la USL Second Division para la temporada de ese año, año en el cual llegaron a la final de la liga que perdieron ante el Utah Blitzz.
Al año siguiente el club lanza un equipo filial en la USL PDL y en la Super Y-League, donde en la liga fueron eliminados en la primera ronda de playoff y jugaron por primera vez en la US Open Cup donde fueron eliminados en la segunda ronda.
En 2003 juegan en la USL PDL y el equipo filial lo bajan a la NPSL donde terminaron en último lugar de su división y desaparecen.

## Temporadas
| Año  | División | Liga               | Temporada Regular | Playoffs     | US Open Cup  |
| ---- | -------- | ------------------ | ----------------- | ------------ | ------------ |
| 2001 | 3        | USL D-3 Pro League | 3º, Southern      | Final        | No clasificó |
| 2002 | 3        | USL D-3 Pro League | 2º, Southern      | 1ª Ronda     | 2ª Ronda     |
| 2003 | 4        | USL PDL            | 6º, Mid-Atlantic  | No clasificó | No clasificó |